# Félix Messier
Félix Messier est un homme politique canadien né le 17 septembre 1876 à Verchères au Québec et mort le 14 mai 1968 à Montréal. Il était le député libéral de Verchères de 1927 à 1942. Il est également conseiller législatif pour De Lanaudière de 1942 à 1968.